# Charles T. Crowden
Charles T. Crowden war ein britischer Hersteller von Automobilen.

## Unternehmensgeschichte

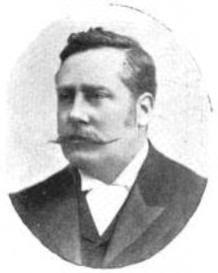
Charles T. Crowden

Charles Crowden gründete 1898 das Unternehmen in Leamington Spa und begann mit der Produktion von Automobilen. Der Markenname lautete Crowden. 1901 endete die Produktion.

## Fahrzeuge
Crowden stellte Experimentalfahrzeuge her, von denen er einige auch verkaufte. Dazu gehörten ein Wagen mit Dampfmotor und ein Fahrzeug mit Ottomotor und 10 PS Leistung.
1900 verwendete er in einem Fahrzeug einen Einzylindermotor mit 5 PS Leistung. Die Motorleistung wurde mittels Riemen an die Antriebsachse übertragen. Das Getriebe hatte drei Gänge. Dieses Fahrzeug ist erhalten geblieben und gehört zur Sammlung des Museum of British Road Transport in Coventry.
Er verkaufte ein Feuerwehrfahrzeug mit Dampfmotor an die Norwich Union Fire Insurance Company in Worcester und eines mit Ottomotor an die Feuerwehr in Leamington Spa.